# Братья Хьюз
Альберт Хьюз и Аллен Хьюз (англ. Albert Hughes и Allen Hughes; род. 1 апреля 1972, Детройт), или Братья Хьюз (англ. Hughes brothers) — американские братья-близнецы, кинорежиссёры, сценаристы и кинопродюсеры. Известны фильмами «Угроза для общества» (1993), «Мёртвые президенты» (1995), «Из ада» (2001) и «Книга Илая» (2010) и режиссурой музыкальных клипов хип-хоп артистов 2Pac, Dr. Dre и Eminem.

## Биография
Братья-близнецы Аллен (Allen) и Альберт (Albert) Хьюз родились 1 апреля 1972 года в Детройте (штат Мичиган, США) в семье афроамериканца и американки армянского происхождения, предки которой происходили из Ирана. Спустя два года родители развелись, и братья остались жить с матерью.
В 1981 году они переехали в Помону (штат Калифорния). Там братья серьёзно увлеклись кинематографом, и мать подарила им на 12-летие видеокамеру. С тех пор братья Хьюз всё своё время проводили за съёмками коротких фильмов. Однажды они представили одну из своих работ — короткометражку «Как стать вором» — в качестве домашнего задания в школе, где обучались.

## Карьера
Первая серьёзная совместная работа братьев Хьюз — полнометражный фильм «Угроза обществу», снятый в 1993 году. В ней они выступили не только в качестве режиссёров, но и помощников сценариста. Лента была представлена на Каннском кинофестивале.
Следующий фильм братьев-режиссёров — «Мёртвые президенты» — был снят в 1995 году и рассказывал о ветеранах Вьетнамской войны. В 1999 году на кинофестивале «Сандэнс» состоялась премьера их совместного полнометражного документального проекта «Американский сутенёр», повествующего о жизни проституток и женском рабстве в США.
Очередная режиссёрская работа братьев Хьюз — триллер «Из ада» — вышел на экраны в 2001 году. Фильм представляет собой мрачную экранизацию романа Алана Мура, повествующего о кровавых похождениях Джека Потрошителя в викторианской Англии. В картине снялись Джонни Депп и Хизер Грэм.

## Фильмография
- 1993 — Угроза обществу
- 1995 — Мёртвые президенты
- 1999 — Американский сутенёр (документальный)
- 2001 — Из ада
- 2010 — Книга Илая
- 2013 — Город порока
- 2018 — Альфа